# 伊利諾伊州諾伍聖殿
伊利諾諾伍聖殿（Nauvoo Illinois Temple）是第113座耶穌基督後期聖徒教會的聖殿，也是伊利諾州境內第三座耶穌基督後期聖徒教會的聖殿。伊利諾諾伍聖殿位於諾伍，始建於1999年，在2000年竣工。聖殿地處最初的諾伍聖殿之上，長130英尺（40），寬90英尺（27），高162英尺（49），面積54,000平方英尺（5,000平方）。自2002年開放以來，年均已有超過150萬人參觀聖殿。

## 外部連結
- 维基共享资源上的相關多媒體資源：伊利諾伊州諾伍聖殿
- Official Nauvoo Illinois Temple page（页面存档备份，存于）
- Nauvoo Illinois Temple at LDSChurchTemples.com
- Photographs of the interior of the Nauvoo Illinois Temple from nauvoonews.com
- Tour of the original Temple（页面存档备份，存于）